# Nicolas Brazier
Nicolas Brazier (Parigi, 22 aprile 1783 – Passy, 22 agosto 1838) è stato un poeta, cantautore e drammaturgo francese.

## Biografia
Nicolas Brazier ricevette un'educazione approssimativa, dimostrando tuttavia una predisposizione per la creazione di versi. Incoraggiato e indirizzato da Armand Gouffé, in seguito a un primo successo nel 1803, lasciò l'impiego per dedicarsi alla scrittura di canzoni e di opere teatrali. Si adoperò per superare le carenze della sua formazione scolastica, seguendo appositi corsi.
Brazier ha collaborato, soprattutto per i distici, a oltre duecento vaudevilles (la maggioranza dei quali ha avuto successo), con Théophile Marion Dumersan, Marc-Antoine Madeleine Désaugiers, Jean-Toussaint Merle, Mélesville, Emmanuel Théaulon, e molti altri autori.
Ha pubblicato nel 1828, un poema nell'anniversario della morte del suo amico Désaugiers, L'Anniversaire, épître à Desaugiers, che termina con questi versi:
Que bâiller avec les vivants.»
(E, dal momento che hai preso l'iniziativa, / Prova, nonostante i nostri scienziati, / Che è meglio ridere con i morti / Anziché sbadigliare con i vivi.)

## Opere

### Pièces teatrali
- 1806: Gracieuse et Percinet, melodramma féerie in 3 atti con Antoine Simonnin;
- 1806: La Belle aux cheveux d'or, mélodramma-féerie in 3 atti, con Simonnin;
- 1806: Magot, ou les Quatre mendians, imitation burlesque de "Dago, ou les Mendians", con Simonnin;
- 1807: Rodomonte, ou le Petit Don Quichotte, melodramma eroicomico in 3 atti, con Pierre Villiers e Armand Gouffé
- 1807: Le Valet sans maître, ou la Comédie sans dénouement, Bluette in meno di 1 atto, in prosa, con Pierre Villiers e Armand Gouffé
- 1807: Le Pied de bœuf, pièce de résistance, arlequinade-vaudeville in 1 atto e in prosa con Simonnin;
- 1807: La Jardinière de Vincennes, melodramma-vaudeville in 3 atti con Simonnin;
- 1808: Monsieur et Madame Denis, ou Souvenez-vous en, commedia in 1 atto e in vaudevilles, con Simonnin e Marc-Antoine Madeleine Désaugiers;
- 1808: Le Mariage dans une rose, vaudeville in 1 atto, con Simonnin;
- 1809: Le Mariage de Charles Collé, ou la Tête à perruque, vaudeville in 1 atto, con Armand Gouffé e Simonnin
- 1812: Le Ci-Devant Jeune Homme, commedia in 1 atto con Jean-Toussaint Merle;[3]
- 1813: Monsieur Croque-Mitaine, ou Le Don Quichotte de Noisy-le-Sec, stravaganza in 1 atto e in vaudevilles, con Désaugiers e Merle;
- 1813: Tout pour l'enseigne, ou la Manie du jour, vaudeville in 1 atto, con A.-M. Lafortelle, Charles-François-Jean-Baptiste Moreau de Commagny e Merle;
- 1814: La Vénus hottentote, ou Haine aux françaises, con Armand d'Artois e Emmanuel Théaulon,
- 1814: Le Boulevard Saint-Martin, ou Nous y voilà!, prologo di inaugurazione in 1 atto, con Désaugiers
- 1814: L'Île de l'espérance, ou Le Songe réalisé, pièce allegorica in 1 atto, con vaudevilles, con Desaugiers e Michel-Joseph Gentil de Chavagnac.
- 1814 : La Jeunesse de Henri IV, ou la Chaumière béarnaise, commedia in un atto, con Merle e Maurice Ourry;[4]
- 1815: Je fais mes farces,  folie in 1 atto, con Desaugier e Gentil de Chavagnac;
- 1815: La Bouquetière anglaise, commedia-aneddoto in 1 atto, in prosa, in vaudevilles, con Jean-Baptiste Dubois e Moreau de Commagny;
- 1816: Les Deux Philiberte ou Sagesse et folie con Jean-Toussaint Merle e Théophile Marion Dumersan
- 1816: Les Deux Vaudevilles, ou la Gaieté et le sentiment, vaudeville episodico in 1 atto, con Lafortelle e Merle;[5]
- 1817: Robinson dans son isle, commedia in un atto, con Michel-Nicolas Balisson de Rougemont, Armand d'Artois e Gabriel de Lurieu[6]
- 1817: La Fête de la reconnaissance, vaudeville, con Pierre Capelle[7]
- 1817: Préville et Taconnet, ou la Comédie sur le boulevard, vaudeville sbarazzino in 1 atto, con Merle;
- 1817: Le Petit Monstre de la rue Plumet, ou Est-elle laide? est-elle jolie?, commedia in 1 atto e in vaudeville con Henri Simon e Merle;[8]
- 1817: L'An 1840, ou Qui vivra verra, commedia episodica, con Charles-Gaspard Delestre-Poirson e Mélesville;
- 1818: L'École de village, ou l'Enseignement mutuel, commedia in 1 atto, mista a vaudevilles, con Delestre-Poirson e Théophile Marion Dumersan;
- 1818: Les Vendanges de Champagne, ou la Garnison dans les vignes, divertissement in 1 atto, misto a distici, con Delestre-Poirson, Dumersan e Scribe;
- 1820: Les Trois Vampires ou le Clair de lune, vaudeville in un atto, con Armand d'Artois,
- 1820: Clari à Meaux en Brie, pantomime burlesque, précédée de Cadet-Roussel maître de ballets, con Armand d'Artois e Dumersan[9]
- 1820: Le Berceau du prince, ou Les Dames de Bordeaux, vaudeville in 1 atto, con Désaugiers, René de Chazet, Dubois e Gentil de Chavagnac.
- 1821: Les Moissonneurs de la Beauce, ou le Soldat laboureur, commedia in 1 atto, con Francis baron d'Allarde e Dumersan[10]
- 1822: La Fille mal gardée, ou La coupe des foins, commedia-vaudeville in 1 atto, con Francis d'Allarde e Dumersan
- 1822: Les Petits attours, ou les Merveilles à la mode, commedia-vaudeville in 1 atto, con Dumersan e Francis d'Allarde
- 1823: Le Fabricant, ou la Filature, commedia-vaudeville in 1 atto, con Francis d'Allarde
- 1823: Partie et revanche, commedia-vaudeville in 1 atto, con Francis d'Allarde e Eugène Scribe
- 1823: Le Fermier d'Arcueioisl, vaudeville in 1 atto, con Ferdinand Laloue e Pierre Carmouche;
- 1823: L'Aubergiste malgré lui, commedia proverbe, con Théodore Nézel;
- 1823: L'Aveugle de Montmorency, commedia in 1 atto, mista a distici, con Nicolas Gersin, e Gabriel de Lurieu;
- 1824: Les Ouvriers, ou Les bons enfans, commedia sbarazzina in 1 atto, con Dumersan e Francis d'Allarde
- 1824: Le Magasin de masques, folie carnevalesca in 1 atto, con Francis d'Allarde e Armand-François Jouslin de La Salle
- 1824: Le Grenadier de Fanchon, vaudeville in 1 atto con Théaulon e Carmouche;
- 1825: Les Cochers, tableau sbarazzino in 1 atto, con de Lurieu e Dumersan
- 1825: Les Rosières de Paris, commedia-vaudeville in 1 atto, con Simonnin e Carmouche;
- 1826: Les Paysans, ou L'Ambition au village, commedia in 1 atto, con Dumersan e Mélesville,
- 1826: L'Auvergnate, ou La Principale Locataire, vaudeville in 1 atto, con Dumersan e de Lurieu,
- 1826: Les Écoliers in promenade, commedia-vaudeville in 1 atto, con Dumersan e de Lurieu
- 1826: Les Petites Biographies, commedia-vaudeville in 1 atto, con Dumersan e de Lurieu
- 1826: Les Dames à la mode, à-propos-vaudeville in 1 atto, con Nicolas Gersin e Gabriel de Lurieu;
- 1827: Les Passages et les Rues, ou La Guerre déclarée, vaudeville in 1 atto, con Dumersan e de Lurieu,
- 1827: Le Palais, la guinguette et le champ de bataille, prologo d'inaugurazione in 3 quadri, con Charles Dupeuty e Pierre Carmouche
- 1827: La Laitière de Montfermeil, vaudeville in 5 années,[11] dal romanzo di Paul de Kock, con Balisson de Rougemont e René Périn.
- 1827: Caroline de Litchfield, dramma-vaudeville in 2 atti e in prosa, con Simonnin e Carmouche;[12]
- 1830: Le Marchand de la rue Saint-Denis, ou le Magasin, la mairie et la cour d'assises, commedia-vaudeville in 3 atti, con Ferdinand de Villeneuve;
- 1831: La famille improvisée, con Dupeuty e Félix-Auguste Duvert[13]
- 1831: M. Cagnard ou les Conspirateurs, in un atto, con Achille d'Artois e Dumersan
- 1831: Feu monsieur Mathieu, ou Le singulier homme, vaudeville in 1 atto, con Désaugiers.
- 1831: Le Salon de 1831, à-propos in 1 atto misto a distici con Antoine-François Varner e Jean-François Bayard;
- 1833: Santeul ou Le chanoine au cabaret, vaudeville in 1 atto, con de Villeneuve, Léon-Lévy Brunswick e Charles de Livry;[14];
- 1833: Les Locataires et les portiers, vaudeville in 1 atto, con Villeneuve  e Charles de Livry;
- 1835: Anacharsis ou Ma tante Rose, commedia-vaudeville in 1 atto, con Frédéric de Courcy e Théaulon
- 1835: Les infidélités de Lisette, dramma vaudeville in 5 atti, con Villeneuve e de Livry;
- 1836: La Résurrection de Saint Antoine, à propos-vaudeville in 1 atto, con Théaulon e Villeneuve;
- 1837: Le Mémoire de la blanchisseuse, commedia in 1 atto, con distici, con Villeneuve e de Livry;

### Raccolte di canzoni
- 1821: Chansons et poësies diverses de Brazier,...
- 1824: Souvenirs de dix ans, mélange de vers et de chansons faits depuis le 3 mai 1814 jusqu'à ce jour, par Brazier,
- 1835: Chansons de N. Brazier
- 1836: Chansons nouvelles de N. Brazier,

### Storia del teatro
Brazier ha scritto una Histoire des petits théâtres de Paris, cronaca leggera e divertente, nonostante qualche errore. Il lavoro ha avuto più edizioni:
- 1837: Chroniques des petits théâtres de Paris, depuis leur création jusqu'à nos jours, Allardin;
- 1838: Histoire des petits théâtres de Paris, Allardin;
- 1883: Chroniques des petits théâtres de Paris, ristampata con notizia, variante e note di Georges d'Heylli; Ed. Rouveyre e G. Blond, in due parti:[15][16]